# Oberonia microtatantha
Oberonia microtatantha är en orkidéart som beskrevs av Rudolf Schlechter. Oberonia microtatantha ingår i släktet Oberonia och familjen orkidéer. Inga underarter finns listade i Catalogue of Life.